# 奇子敖
奇子敖（1266年—1328年），高丽国幸州人，本貫幸州奇氏。
曾祖父奇允肅，依附崔忠獻，官拜上將軍，官至門下侍郎平章事，谥号康靖。奇子敖蔭補散員，累遷摠部散郎，出守宣州。六十三岁时，奇子敖卒。娶典書李行儉之女，生下儿子奇軾、奇轍、奇轅、奇輈、奇輪。奇軾早死，奇子敖幼女選入元順帝後宮，封第三皇后，生皇太子愛猷識理達臘。高丽忠惠王時，元順帝派遣資政院使高龍普、太監朴帖木兒不花，追贈奇子敖秉德承和毓慶功臣、封榮安王，谥号莊獻。翰林學士歐陽玄撰墓碑，賜奇子敖之妻李氏爲榮安王大夫人，表其門曰貞節。多次遣使來錫衣酒，又以奇轍爲征东行省参知政事，奇轅爲翰林學士，高丽國拜奇轍政丞，封德城府院君；奇轅封德陽君。